# Jade Edmistone
Jade Edmistone (Brisbane, Australia, 6 de febrero de 1982) es una nadadora australiana retirada especializada en pruebas de estilo braza corta distancia, donde consiguió ser campeona mundial en 2005 en los 50 metros estilo braza.

## Carrera deportiva
En el Campeonato Mundial de Natación de 2005 celebrado en Montreal ganó la medalla de oro en los 100 metros estilo , con un tiempo de 30.45 segundos, por delante de la estadounidense Jessica Hardy (plata con 30.85 segundos) y su paisana australiana Brooke Hanson (bronce con 30.89 segundos).